# Musterprüfung
Mit Musterprüfung werden in Deutschland sowohl die der Musterzulassung vorhergehende Prüfung von musterzulassungspflichtigem Luftfahrtgerät gem. LuftGerPV § 2 und § 10 als auch die Prüfung nichtzulassungspflichtiger Luftsportgeräte nach LuftGerPV § 10a bezeichnet.
Je nach Anwendungsfall sind unterschiedliche Zuständigkeiten bzw. Vorgehensweisen festgelegt. Luftsportgeräte können dabei auch diesbezüglich als Sonderfälle unter den Luftfahrtgeräten aufgefasst werden, wobei wiederum zulassungspflichtige (§ 10) und nichtzulassungspflichtige bzw. musterzulassungsbefreite (§ 10a) Luftsportgeräte zu unterscheiden sind. Für die Musterprüfungen der Ersteren im Zuge der Zulassung sind grundsätzlich die dafür beauftragten Luftsportverbände nach § 31c des Luftverkehrsgesetzes zuständig, sofern ihr Beauftragungsumfang dies enthält.
Hinzu kommt, dass für (nur) musterprüfungspflichtige Luftsportgeräte nach §2 Abs. 2 LuftGerPV der Hersteller für die Lufttüchtigkeitsprüfung zuständig ist. Der jeweilige Halter des Luftsportgeräts hat gem. §14 V LuftGerPV Mängel unverzüglich zu melden. Nach §2 Nr. 1 LFBAG trifft das Luftfahrt-Bundesamt die Aufgabe zur Prüfung und Überwachung der Prüfungen zur Feststellung der Verkehrssicherheit (Lufttüchtigkeit) des Luftfahrtgerätes nach der Prüfordnung für Luftfahrtgerät. Kommt der Hersteller seiner Aufgabe gem. § 2 Abs. 2 LuftGerPV nicht ordnungsgemäß nach, ist deshalb das Luftfahrt-Bundesamt für Lufttüchtigkeitsanweisung nach § 14 LuftBO zuständig.